# خوسيه مانويل راموس باروسو
خوسيه مانويل راموس باروسو (بالإنجليزية: José Manuel Ramos Barroso)‏ هو سياسي أمريكي، ولد في 22 فبراير 1928. حزبياً، نشط في الحزب التقدمي الجديد.